# Samantha Hyde
Samantha is een personage van de Amerikaanse sitcom That '70s Show van Fox Networks, gespeeld door Judy Tylor.

## Over Samantha
Samantha is de vrouw van Steven Hyde in het achtste seizoen. Ze zijn getrouwd terwijl Hyde dronken was in Las Vegas. Ze kenden elkaar nauwelijks op het moment dat ze trouwden. Hyde wist helemaal niet dat hij getrouwd was, en hij kwam er pas achter op het moment dat Samantha bij hem langs kwam in Point Place. Samantha is stripper. In de aflevering My Fairy King kwam Hyde erachter dat Samantha ondertussen alweer met iemand anders getrouwd was. Na dit voorval is de relatie tussen Hyde en Samantha verbroken.